# TMEM68
TMEM68 (англ. Transmembrane protein 68) – білок, який кодується однойменним геном, розташованим у людей на 8-й хромосомі. Довжина поліпептидного ланцюга білка становить 324 амінокислот, а молекулярна маса — 37 425.
| 10         |  | 20         |  | 30         |  | 40         |  | 50         |
| ---------- |  | ---------- |  | ---------- |  | ---------- |  | ---------- |
| MIDKNQTCGV |  | GQDSVPYMIC |  | LIHILEEWFG |  | VEQLEDYLNF |  | ANYLLWVFTP |
| LILLILPYFT |  | IFLLYLTIIF |  | LHIYKRKNVL |  | KEAYSHNLWD |  | GARKTVATLW |
| DGHAAVWHGY |  | EVHGMEKIPE |  | DGPALIIFYH |  | GAIPIDFYYF |  | MAKIFIHKGR |
| TCRVVADHFV |  | FKIPGFSLLL |  | DVFCALHGPR |  | EKCVEILRSG |  | HLLAISPGGV |
| REALISDETY |  | NIVWGHRRGF |  | AQVAIDAKVP |  | IIPMFTQNIR |  | EGFRSLGGTR |
| LFRWLYEKFR |  | YPFAPMYGGF |  | PVKLRTYLGD |  | PIPYDPQITA |  | EELAEKTKNA |
| VQALIDKHQR |  | IPGNIMSALL |  | ERFH       |  |            |  |            |

A: Аланін

C: Цистеїн

D: Аспарагінова кислота

E: Глутамінова кислота

F: Фенілаланін

G: Гліцин

H: Гістидин

I: Ізолейцин

K: Лізин

L: Лейцин

M: Метіонін

N: Аспарагін

P: Пролін

Q: Глутамін

R: Аргінін

S: Серин

T: Треонін

V: Валін

W: Триптофан

Задіяний у такому біологічному процесі, як альтернативний сплайсинг. 
Локалізований у мембрані.